# Колберг (Виртемберг)
Колберг (њем. Kohlberg) општина је у њемачкој савезној држави Баден-Виртемберг. Једно је од 44 општинска средишта округа Еслинген. Према процјени из 2010. у општини је живјело 2.302 становника. Посједује регионалну шифру (AGS) 8116036.

## Географски и демографски подаци
Колберг се налази у савезној држави Баден-Виртемберг у округу Еслинген. Општина се налази на надморској висини од 476 метара. Површина општине износи 4,4 km². У самом мјесту је, према процјени из 2010. године, живјело 2.302 становника. Просјечна густина становништва износи 524 становника/km².